# Phân loại chi Thông
Chi Thông (danh pháp khoa học: Pinus) được chia thành 3 phân chi chính, với các danh pháp là Strobus (thông trắng hay thông mềm), Ducampopinus (thông Pinyon, thông nón cứng hay thông vỏ trắng Trung Hoa) và Pinus (thông điển hình hay thông vàng hoặc thông cứng). Phân loại thành 3 phân chi dựa trên cơ sở các đặc trưng của nón, hạt và lá:
- Phân chi Strobus: Các vảy không có đai gắn. Mấu ở chỏm. Các cánh của hạt hợp sinh. Một bó mạch sợi trên mỗi lá.
- Phân chi Ducampopinus: Các vảy không có đai gắn. Mấu ở mặt lưng. Các cánh của hạt có khớp nối. Một bó mạch sợi trên mỗi lá.
- Phân chi Pinus: Các vảy có đai bịt kín. Mấu ở mặt lưng. Các cánh của hạt có khớp nối. Hai bó mạch sợi trên mỗi lá.

Trong nhiều khía cạnh, phân chi Ducampopinus là trung gian giữa (và rất có thể là tổ tiên của) hai phân chi kia. Trong nhiều hệ thống phân loại, nó được ghép vào trong phân chi Strobus, nhưng để biện minh công bằng thì nó cũng có thể đưa vào trong phân chi Pinus (như trong phân loại của nhà thực vật học người Mỹ J. G. Lemmon năm 1888), nhưng nó không phù hợp tốt với cả hai cách xử lý này và tốt nhất nên coi nó như là phân chi độc lập theo đúng nghĩa của từ. Nói chung, hình thái nón, vảy nón và hạt cũng như hình thái chùm lá và vỏ bao chùm lá là nổi bật và điều này dường như tạo ra kết quả trong việc phân đoạn các loài thông là có thể hiểu được và thường là dễ dàng được nhận ra nhờ biểu hiện bề ngoài của chúng. Thông với một bó mạch sợi trên một lá, nghĩa là các phân chi Strobus và Ducampopinus, được biết đến như là thông haploxylon, trong khi thông với hai bó mạch sợi trên mỗi lá, nghĩa là phân chi Pinus, được gọi là thông diploxylon. Các loài thông diploxylon có xu hướng có gỗ cứng hơn và chứa nhiều nhựa hơn thông haploxylon.

## Phân loại

### Phân chiStrobus:thông trắng hay thông mềm
- Nhánh Quinquefoliae (nhánh Strobus): thông trắng
  - Phân nhánh Strobi: Bắc Mỹ, Trung Mỹ, châu Âu và châu Á
    - P. amamiana - thông trắng Yakushima
    - P. armandii - thông trắng Trung Quốc
    - P. ayacahuite - thông trắng Mexico
    - P. bhutanica - thông trắng Bhutan
    - P. chiapensis - thông Chiapas
    - P. dalatensis - thông Đà Lạt
    - P. fenzeliana - thông trắng Hải Nam
      - Pinus fenzeliana var. dabeshanensis hay P. dabeshanensis - thông Đại Biệt Sơn

    - P. flexilis - thông Limber
    - P. lambertiana - thông Lamberta
    - P. morrisonicola - thông trắng Đài Loan
    - P. monticola - thông trắng miền tây
    - P. parviflora - thông trắng Nhật Bản
    - P. peuce - thông Macedonia
    - P. pumila - thông lùn Siberi
    - P. reflexa - thông trắng tây nam, có thể là lai ghép của P. monticola với P. strobiformis.
    - P. strobiformis - thông trắng Chihuahua
    - P. strobus - thông trắng miền đông
    - P. wallichiana - thông trắng Himalaya, thông lam, kiều tùng
    - P. wangii - thông trắng Quảng Đông, thông năm lá cành lông

  - Phân nhánh Cembrae: châu Âu, Bắc Á, tây nam Bắc Mỹ
    - P. albicaulis - thông vỏ trắng Bắc Mỹ
    - P. cembra - thông Thụy Sĩ
    - P. koraiensis - thông Triều Tiên
    - P. sibirica - thông Siberi

### Phân chiDucampopinus:thông Pinyon, thông vỏ trắng và thông đuôi cáo
- Nhánh Parrya
  - Phân nhánh Nelsonianae – đông bắc Mexico
    - P. nelsonii - thông Nelson

  - Phân nhánh Krempfianae – Việt Nam
    - P. krempfii - thông lá dẹt, thông Krempf

  - Phân nhánh Gerardianae – thông vỏ trắng Trung Hoa, Trung Á
    - P. bungeana - thông vỏ trắng Trung Hoa
    - P. gerardiana - thông Chilgoza
    - P. squamata - thông Qiaojia

  - Phân nhánh Rzedowskianae – thông nón to, Mexico
    - P. maximartinezii - thông Pinyon nón to
    - P. pinceana - thông Pinyon rủ cành
    - P. rzedowskii - thông Rzedowski

  - Phân nhánh Cembroides – thông Pinyon (Piñons), Mexico, tây nam Hoa Kỳ
    - P. cembroides - thông Pinyon Mexico
    - P. culminicola - thông Potosi
    - P. discolor - thông Pinyon biên giới
    - P. edulis - thông Colorado
    - P. johannis - thông Johann
    - P. monophylla - thông một lá
    - P. orizabensis - thông Orizaba
    - P. quadrifolia - thông Parry
    - P. remota - thông Texas hay thông Papershell

  - Phân nhánh Balfourianae – thông đuôi cáo, tây nam Hoa Kỳ
    - P. aristata - thông nón cứng núi Rocky
    - P. balfouriana - thông đuôi cáo
    - P. longaeva - thông nón cứng Đại Lòng Chảo

### Phân chiPinus– thông vàng hay thông cứng
- Nhánh Pinus – chủ yếu ở châu Âu, châu Á, trừ P. resinosa ở đông bắc Bắc Mỹ và P. tropicalis ở Cuba.
  - Phân nhánh Pinus
    - P. densata - thông Sikang, cao sơn tùng
    - P. densiflora - thông đỏ Nhật Bản
    - P. heldreichii - thông Bosnia
    - P. hwangshanensis - thông Hoàng Sơn
    - P. kesiya - thông ba lá, thông Khasi
    - P. luchuensis - thông Luchu
    - P. massoniana - thông đuôi ngựa, thông Masson
    - P. mugo - thông núi
    - P. nigra - thông đen châu Âu
    - P. resinosa - thông đỏ
    - P. sylvestris - thông Scots
    - P. tabuliformis - thông đỏ Trung Hoa
    - P. taiwanensis - thông đỏ Đài Loan
    - P. thunbergii - thông đen Nhật Bản
    - P. tropicalis - thông cao nguyên Cuba
    - P. yunnanensis - thông Vân Nam
- Nhánh Pinea – Thông ven Địa Trung Hải
  - Phân nhánh Pineae
    - P. pinea - thông đá

  - Phân nhánh Pinaster
    - P. brutia - thông Thổ Nhĩ Kỳ
    - P. canariensis - thông Canary
    - P. halepensis - thông Aleppo
    - P. latteri - thông Tenasserim
    - P. merkusii - thông nhựa, thông ta, thông hai lá, thông Sumatra
    - P. pinaster - thông duyên hải
    - P. roxburghii - thông Chir
- Nhánh Trifoliae – thông cứng châu Mỹ
  - Phân nhánh Leiophyllae - Mexico, tây nam Hoa Kỳ
    - P. leiophylla - thông Chihuahua
    - P. lumholtzii - thông Lumholtz

  - Phân nhánh Australes – Bắc Mỹ, Trung Mỹ, Caribe
    - P. caribaea - thông Caribe
    - P. clausa - thông cát
    - P. cubensis - thông Cuba
    - P. echinata - thông lá ngắn
    - P. elliottii - thông Elliota
    - P. glabra - thông vân sam
    - P. hondurensis - thông Honduras
    - P. occidentalis - thông Hispaniola
    - P. palustris - thông lá dài
    - P. pungens - thông Appalaches, thông mại châu
    - P. rigida - thông hắc ín
    - P. serotina - thông Pocosin
    - P. taeda - thông Loblolly
    - P. virginiana - thông Virginia

  - Phân nhánh Contortae – Bắc Mỹ
    - P. banksiana - thông Jack
    - P. contorta - thông Lodgepole

  - Phân nhánh Oocarpae – Trung Mỹ, Mexico, tây nam Hoa Kỳ.
    - P. attenuata - thông Knobcone
    - P. greggii - thông Gregg
    - P. herrerae - thông Herrera
    - P. jaliscana - thông Jalisco
    - P. lawsonii - thông Lawson
    - P. muricata - thông giáo sĩ
    - P. oocarpa - thông nón trứng
    - P. patula - thông Patula
    - P. praetermissa - thông McVaugh
    - P. pringlei - thông Pringle
    - P. radiata - thông Monterey
    - P. tecunumanii - thông Tecun Uman
    - P. teocote - thông Ocote

  - Phân nhánh Ponderosae – Trung Mỹ, Mexico, tây nam Hoa Kỳ, tây nam Canada.
    - P. apulcensis - thông Apulco
    - P. arizonica - thông Arizona
    - P. cooperi - thông Cooper
    - P. coulteri - thông Coulter
    - P. devoniana - thông Michoacan
    - P. durangensis - thông Durango
    - P. engelmanii - thông Apache
    - P. estevezii - thông Estevez
    - P. gordoniana - thông Gordon
    - P. hartwegii - thông Hartweg
    - P. jeffreyi - thông Jeffrey
    - P. maximinoi - thông lá mỏng
    - P. montezumae - thông Montezuma
    - P. ponderosa - thông Ponderosa
    - P. pseudostrobus - thông vỏ trơn Mexico
    - P. rudis - thông đỏ Mexico
    - P. sabiniana - thông xám
    - P. torreyana - thông Torrey

### Phân chi chưa rõ ràng
- -     - Pinus peregrinus